# 6 de Junio
6 de Junio är en ort i Mexiko.   Den ligger i kommunen Puebla och delstaten Puebla, i den sydöstra delen av landet, 110 km öster om huvudstaden Mexico City. 6 de Junio ligger 2 319 meter över havet och antalet invånare är 827.
Terrängen runt 6 de Junio är platt åt sydväst, men åt nordost är den kuperad. Runt 6 de Junio är det mycket tätbefolkat, med 2 614 invånare per kvadratkilometer. Närmaste större samhälle är Puebla de Zaragoza, 9,9 km sydväst om 6 de Junio. Trakten runt 6 de Junio består till största delen av jordbruksmark.